# Liste der Orte in der kreisfreien Stadt Landshut
Die Liste der Orte in der kreisfreien Stadt Landshut listet die 54 amtlich benannten Gemeindeteile (Hauptorte, Kirchdörfer, Pfarrdörfer, Dörfer, Weiler und Einöden) in der kreisfreien Stadt Landshut auf.

## Systematische Liste
- Die kreisfreie Stadt Landshut mit dem Hauptort Landshut
- Stadtteile Achdorf, Berg ob Landshut und Schönbrunn
- Kirchdörfer Frauenberg, Münchnerau und Schweinbach
- Dörfer Auloh, Buchenthal, Englberg, Gretlmühle, Gündlkoferau, Hagrain, Lurzenhof, Moniberg, Siebensee, Stallwang und Wolfsteinerau
- Siedlungen Hascherkeller und Löschenbrand
- Weiler Dirnau, Duniwang, Ehrnstorf, Ellermühle, Entenau, Feichtmaier, Neubau, Peterreuth, Reithof, Sallmannsberg, Salzdorf und Wampelmühle
- Einöden Aign, Attenkofen, Aubach, Bartreith, Berggrub, Echingerhof, Eisgrub, Haag, Kranzed, Mühlhof, Neudeck, Schaumburg, Schopperhof, Schwaig, Seethal, Sterneck, Straßburg, Unterschönbach, Voglheerd, Waas und Wolfstein.
- Sonstiger Ort Aumühle

## Alphabetische Liste

### A
- Achdorf
- Aign
- Attenkofen
- Aubach
- Auloh
- Aumühle

### B
- Bartreith
- Berg ob Landshut
- Berggrub
- Buchenthal

### D
- Dirnau
- Duniwang

### E
- Echingerhof
- Ehrnstorf
- Eisgrub
- Ellermühle
- Englberg
- Entenau

### F
- Feichtmaier
- Frauenberg

### G
- Gretlmühle
- Gündlkoferau

### H
- Haag
- Hagrain
- Hascherkeller

### K
- Kranzed

### L
- Landshut
- Löschenbrand
- Lurzenhof

### M
- Moniberg
- Mühlhof
- Münchnerau

### N
- Neubau
- Neudeck

### P
- Peterreuth
- Reithof

### S
- Sallmannsberg
- Salzdorf
- Schaumburg
- Schönbrunn
- Schopperhof
- Schwaig
- Schweinbach
- Seethal
- Siebensee
- Stallwang
- Sterneck
- Straßburg

### U
- Unterschönbach

### V
- Voglheerd

### W
- Waas
- Wampelmühle
- Wolfstein
- Wolfsteinerau

| ↑ Zurück zum Inhaltsverzeichnis |